# Tenonghin
Ne doit pas être confondu avec Tenonghin-Peulh.
Tenonghin est une commune située dans le département de Tenkodogo de la province de Boulgou dans la région du Centre-Est au Burkina Faso.